# (1260) Walhalla
(1260) Walhalla es el asteroide número 1260 situado en el cinturón principal. Fue descubierto por el astrónomo Karl Wilhelm Reinmuth desde el observatorio de Heidelberg, el 29 de enero de 1933. Su designación alternativa es 1933 BW. Está nombrado por el Valhala, el paraíso guerrero de la mitología nórdica.